# Labömitz
Labömitz ist ein Ortsteil der Gemeinde Benz auf der Insel Usedom.

## Geographie und Verkehr
Labömitz ist mit zirka 50 Einwohnern der kleinste Benzer Ortsteil. Der Ort liegt im Usedomer Achterland in nordwestlicher Randlage des Thurbruchs, eines etwa 16 Quadratkilometer großen Niedermoorgebietes. Südlich liegt der Kachliner See und nordöstlich der Gothensee. Die nächstgelegenen Orte sind Benz im Norden, das ebenfalls zu Benz gehörige Reetzow im Nordosten, erreichbar über die Kreisstraße K 39, und der zur Gemeinde Dargen gehörige Ort Katschow im Südwesten, ebenfalls an der K 39 gelegen. Im Süden verläuft die Bundesstraße 110, erreichbar über die K 39.
Eine Anbindung an Bahnlinien existiert nicht.

## Geschichte

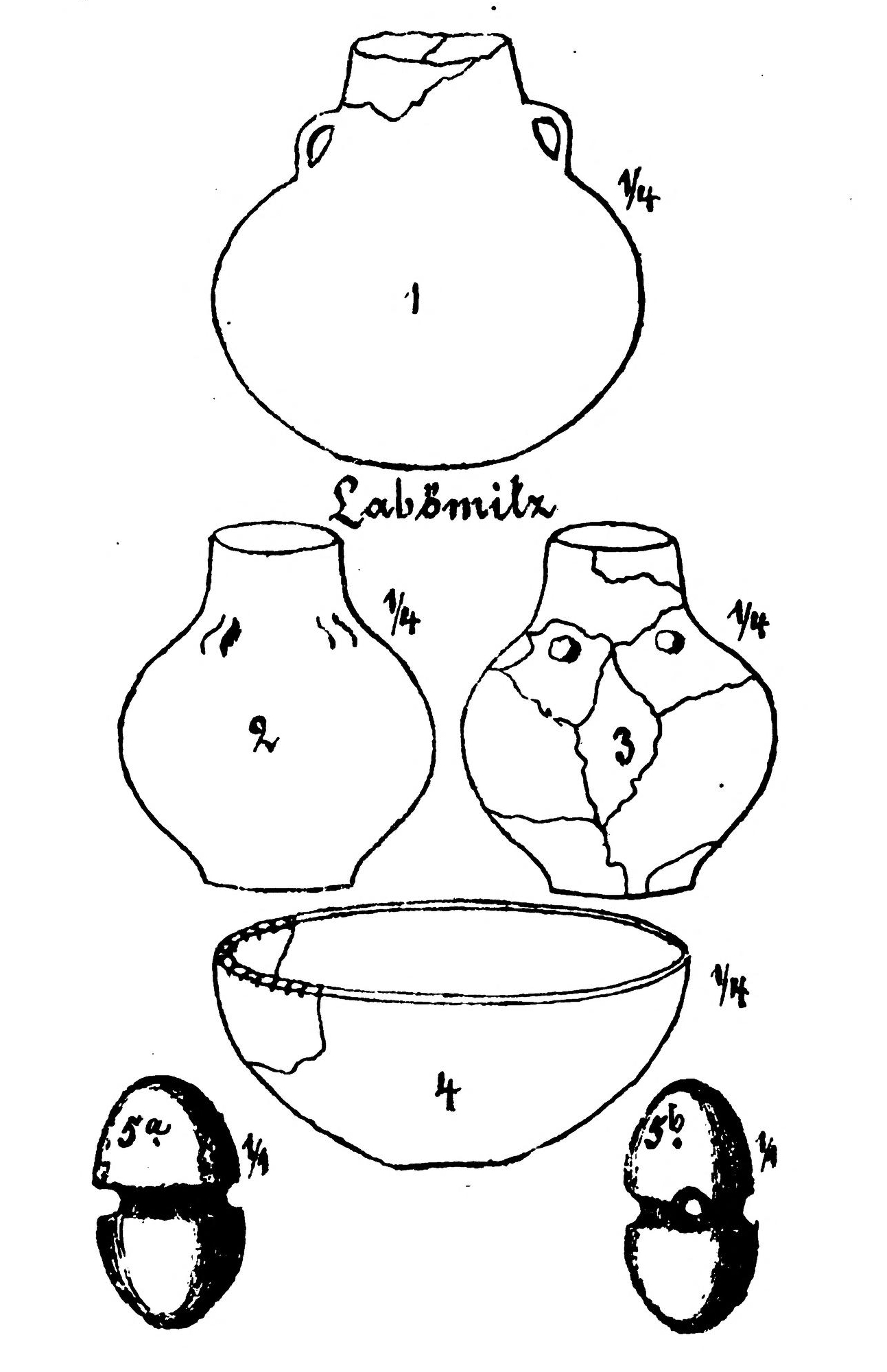
Funde aus den Steingräbern bei Labömitz

Die Gegend um Labömitz war schon früh besiedelt. Davon zeugen ein Großsteingrab südwestlich am Ortsrand und ein Hünenbett nordwestlich des Ortes. Beide Großsteingräber datieren in die Jungsteinzeit-Neolithikum (5500 bis 1800 vdZ). Die nachfolgende Bronzezeit (Germanen) (1800 bis 600 vdZ) ist mit drei Hügelgräbern nördlich des Dorfes vertreten.
Auf dem Gebiet des heutigen Ortes waren auch slawische Siedler ansässig, wovon heute noch der Ortsname, ein Siedlungsnachweis mit spätslawischer Keramik und ein Kreuzrillenstein (?) zeugen.
Das Dorf wurde im Jahre 1258 durch das Kloster Grobe von zwei Brüdern namens Oldag und Werner gekauft; in der Urkunde wurde das Dorf „Lubenze“ geschrieben. Eine Urkunde, wonach das Dorf, hier als „Lybbomeze“ bezeichnet, zusammen mit der hohen Gerichtsbarkeit dem Kloster bereits im Jahre 1238 durch Herzog Barnim I. geschenkt worden sei, wurde als spätere Fälschung erkannt. 1650 wurde der heutige Ortsname in moderner Schreibweise genannt. Der slawische Ortsname wird mit „lieb und teuer“ gedeutet.
Nachdem das Kloster nach der Reformation 1534 aufgelöst worden war, wurde der Ort zur herzoglichen Domäne, dann zum staatlichen Dominalgut.
Labömitz war von der Form her ein kleines Gutsdorf, mit dem Gut und der Landarbeiterkatenzeile. Nach der Bodenreform von 1945 vergrößerte sich der Ort.
Im Jahr 1950 erfolgte die Eingliederung in die Gemeinde Benz. Vorher hatte Labömitz zu Katschow (heute Gemeinde Mellenthin) gehört.
Zu LPG-Zeiten wurden in Labömitz in den 1970er und 1980er Jahren große Stallanlagen und ein Trockenwerk errichtet. Beide Anlagen sind nach 1990 privatisiert worden. Sie geben dem Ort jetzt sein Gepräge.